# 馬鍬

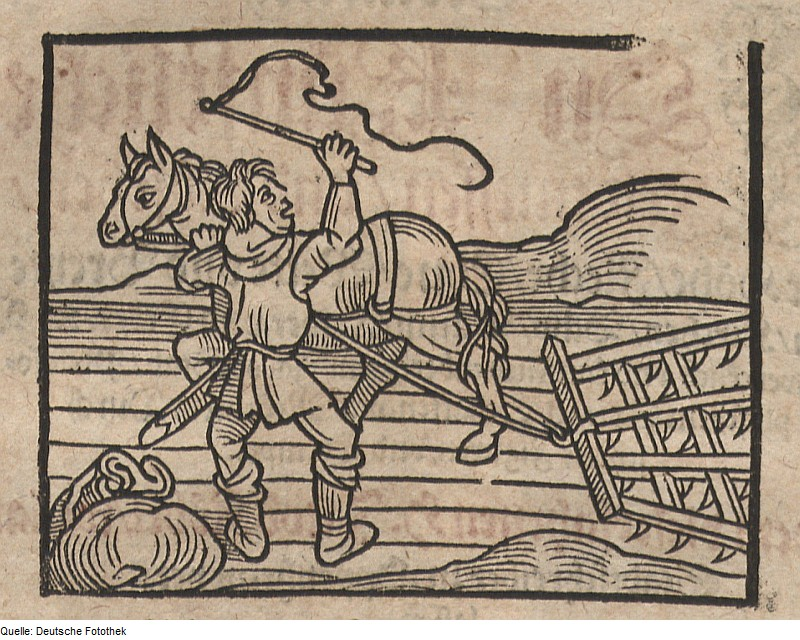
馬鍬をウマに引かせているところ。（1598年の挿絵）

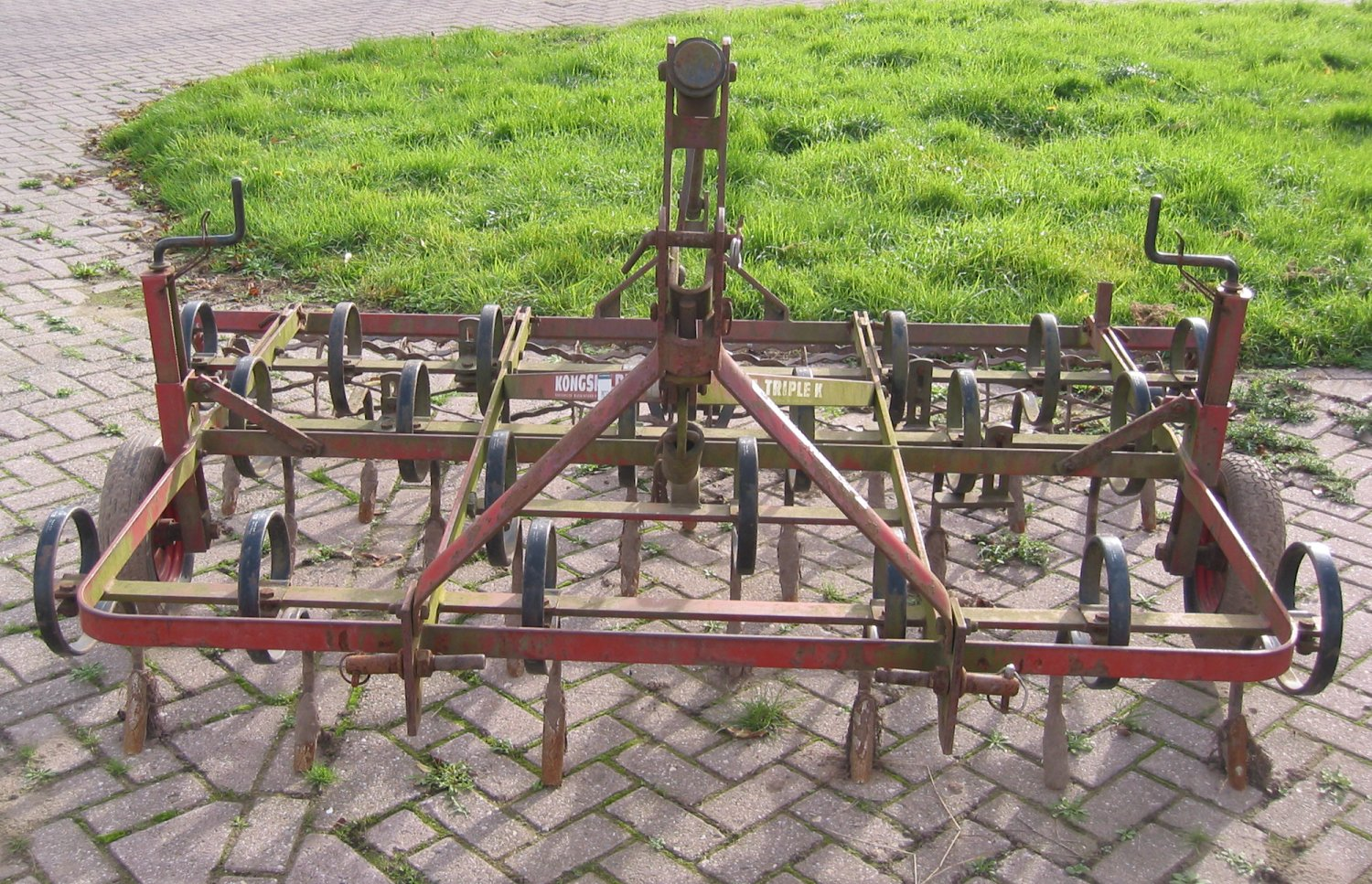
現代の馬鍬の一例

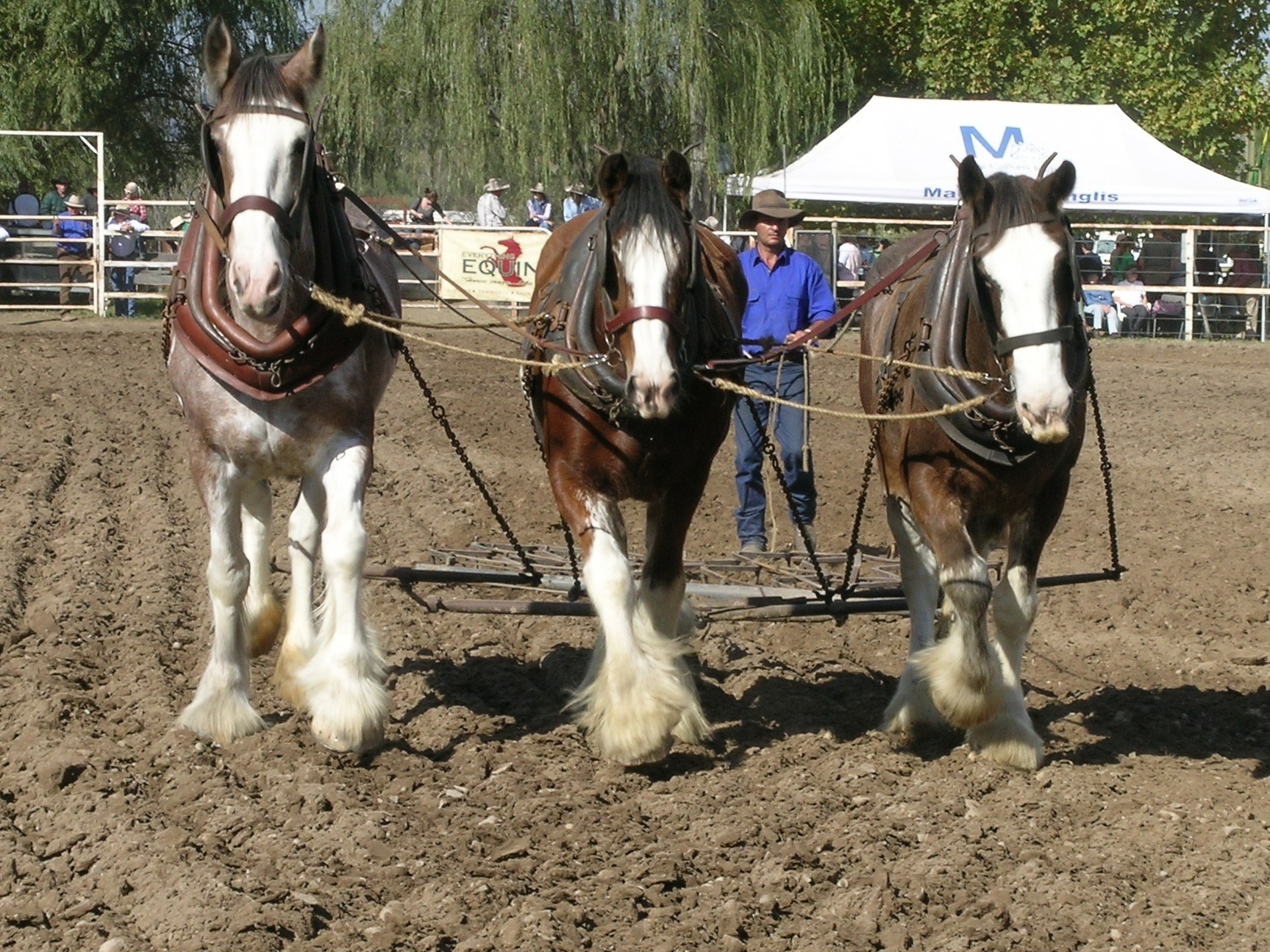
馬鍬とそれを引くウマ（2009年、オーストラリア）

馬鍬（まぐわ・まんが、英: harrow）とは、牛・馬などの家畜やトラクターの力を使い「土の破砕、ならし（代掻き）」を行う農具である。

## 種類
時代や場所によって、「代かき馬鍬」やハロー（Harrow）などの種類がある。
- 熊手状の物、土に突き立てるタイプを「代かき馬鍬」「スパイク ハロー（spike harrow）」
- ロールに歯を付けた「車馬鍬」
- ディスク（円盤）を並べた「ディスク ハロー（disc harrow）」
- ばね状の歯を使った「スプリング ハロー」

現代ではこれらを組み合わせた複雑なものもある。
- スパイクハローの例。19世紀のもの。フランス、オート＝ソーヌ県の県立博物館fr:Musées départementaux de la Haute-Saôneに展示されている品。
- ディスクハローの例。トラクターにディスクハローを引かせ、さらに鎖でスパイクハローも繋ぎ、ふたつを同時に引いている例（1957年、ドイツ）
- スプリングハローの例。現代のトラクターで引く、大型のスプリングハロー。

## 別名
レーキ、手把（しゅは）、馬耙、雁爪（がんづめ）とも呼称される。熊手は馬鍬の一種である。潮干狩りに使われる馬鍬とは形がやや異なる。
中国では耙、鈀、杷、扒、叉（釵）と呼ばれ、日本の馬鍬のような多数の鋭刃を並列させた「鈀頭」と呼ばれるものもある。木製の耙は「木耙」と呼ばれ、柄も先端もすべて硬い木（棗、栗、檜、檀など）でできていて、全体がY字に近い形をしているが柄が二股の間に突き出て三股になったものもある。鉄製のものは「鉄耙」がある。

## 歴史

### 世界の馬鍬
ヨーロッパでの最初の使用は中世とされている。

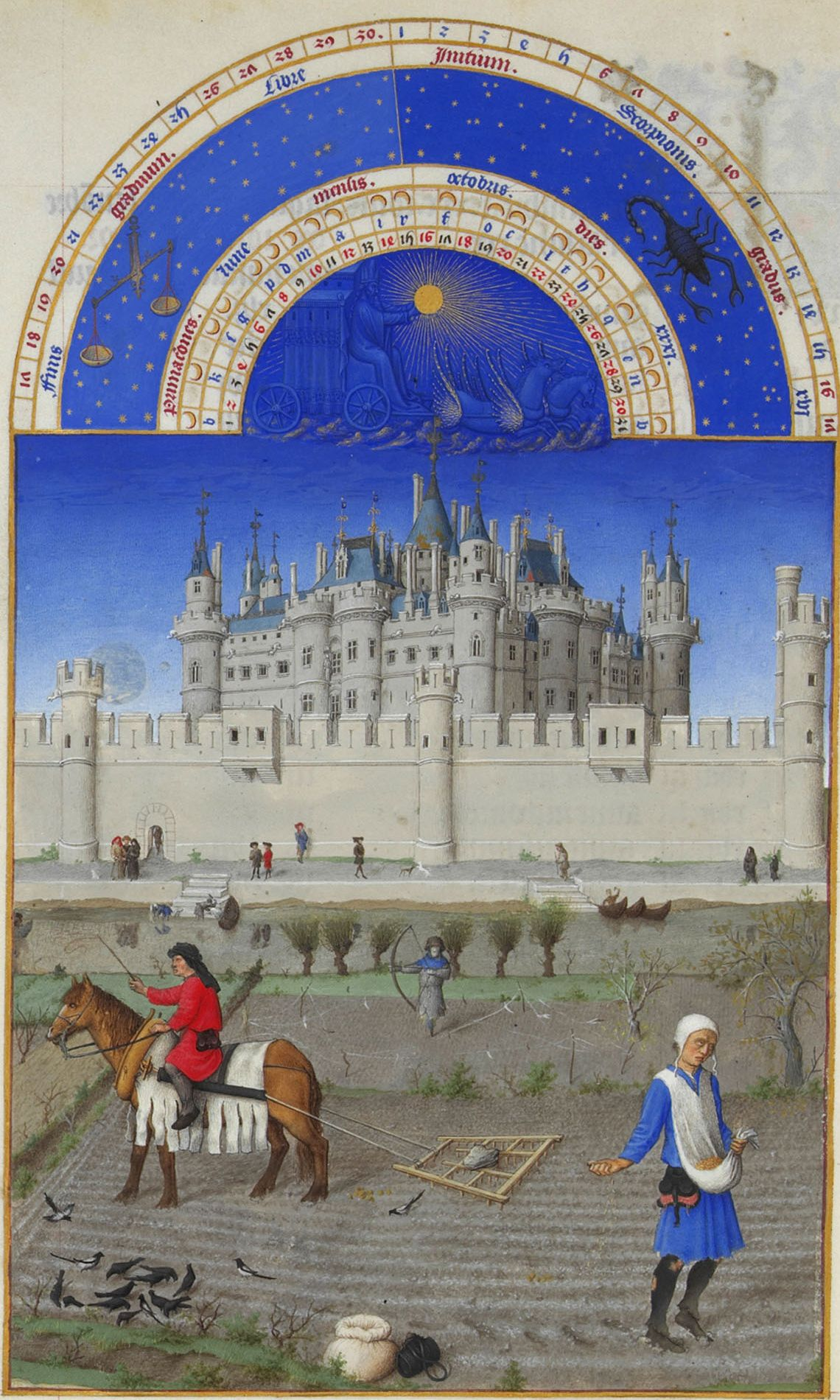
フランス中世の著名な写本『ベリー公のいとも豪華なる時祷書』の「10月」の章に掲載されている、畑で馬鍬を引く馬の挿絵。（1412年～1416年ころおよび1440年ころに制作・加筆された挿絵）。この挿絵では「重り」として石を載せて使用している。

中国大陸では4世紀はじめに畑作地域であった黄河流域に異民族が侵入し、晋朝の貴族・領民が長江流域へ集団移住する民族移動が起こる。これにより大陸北部の畑作農機具が稲作用に改良される技術革新が発生し、畑作用の破砕具である耙（は）を改良して鳥居形把手のある耖（しょう）が発明された。
朝鮮半島では雨季の前に水を張っていない状態の田に直接籾（もみ）をまき、雨季に水田となる乾田法が一般的であり、牛馬を用いた馬鍬による代掻きが行われていなかった。

### 日本列島における馬鍬
日本列島のうち本州では西日本に牛、東日本で馬が多く分布し、それぞれ牛馬耕に用いられている。馬鍬は田植えを行う前に、水を張った水田をかき回す代掻き作業において用いられる。馬鍬の呼称は牛・馬でも同様に「馬鍬（まぐわ）」に由来するマグワ、ウマグワ、マンガ、モガ、クマンガ、マッカ、などの民俗語彙が見られる。
『魏志倭人伝』によれば弥生時代の日本には牛馬が存在せず、古墳時代の5世紀には馬が、6世紀には牛が移入される。本州では最古の馬鍬と言われているものは、福岡県北九州市小倉南横代カキ遺跡出土の木製の馬鍬で、6世紀後半のものとされている。古墳時代の馬鍬の形態には多様性があるため改良の途中であり、5世紀には倭の五王が南朝に朝貢して江南地方との交流があるため、この時期に伝来したとも考えられている。
書物に残されている記録では、今昔物語集の26巻に馬歯（まぐわ）についての様子が書かれている。